# ديروي دوارتي
ديروي دوارتي (بالهولندية: Deroy Duarte)‏ (4 يوليو 1999 بروتردام في هولندا - ) هو لاعب كرة قدم هولندي في مركز الوسط. لعب مع سبارتا روتردام.

## روابط خارجية
- ديروي دوارتي على موقع قاعدة بيانات كرة القدم.إي يو (الإنجليزية)
- ديروي دوارتي على موقع ناشيونال فوتبول تيمز (الإنجليزية)
- ديروي دوارتي على موقع Soccerway.com (الإنجليزية)
- ديروي دوارتي على موقع عالم كرة القدم.نت (الإنجليزية)